# Cyclooctanol
Cyclooctanol ist eine chemische Verbindung aus der Gruppe der Alkohole.

## Gewinnung und Darstellung
Cyclooctanol kann durch Oxidation von sekundären Alkoholen mit Chromsäure in Aceton gewonnen werden.

## Eigenschaften
Cyclooctanol ist eine wenig flüchtige, schwer entzündbare, farblose Flüssigkeit mit charakteristischem Geruch, die schwer löslich in Wasser ist.

## Sicherheitshinweise
Die Dämpfe von Cyclooctanol können mit Luft ein explosionsfähiges Gemisch (Flammpunkt 86 °C, Zündtemperatur 300 °C) bilden.